# Phép đạc tam giác

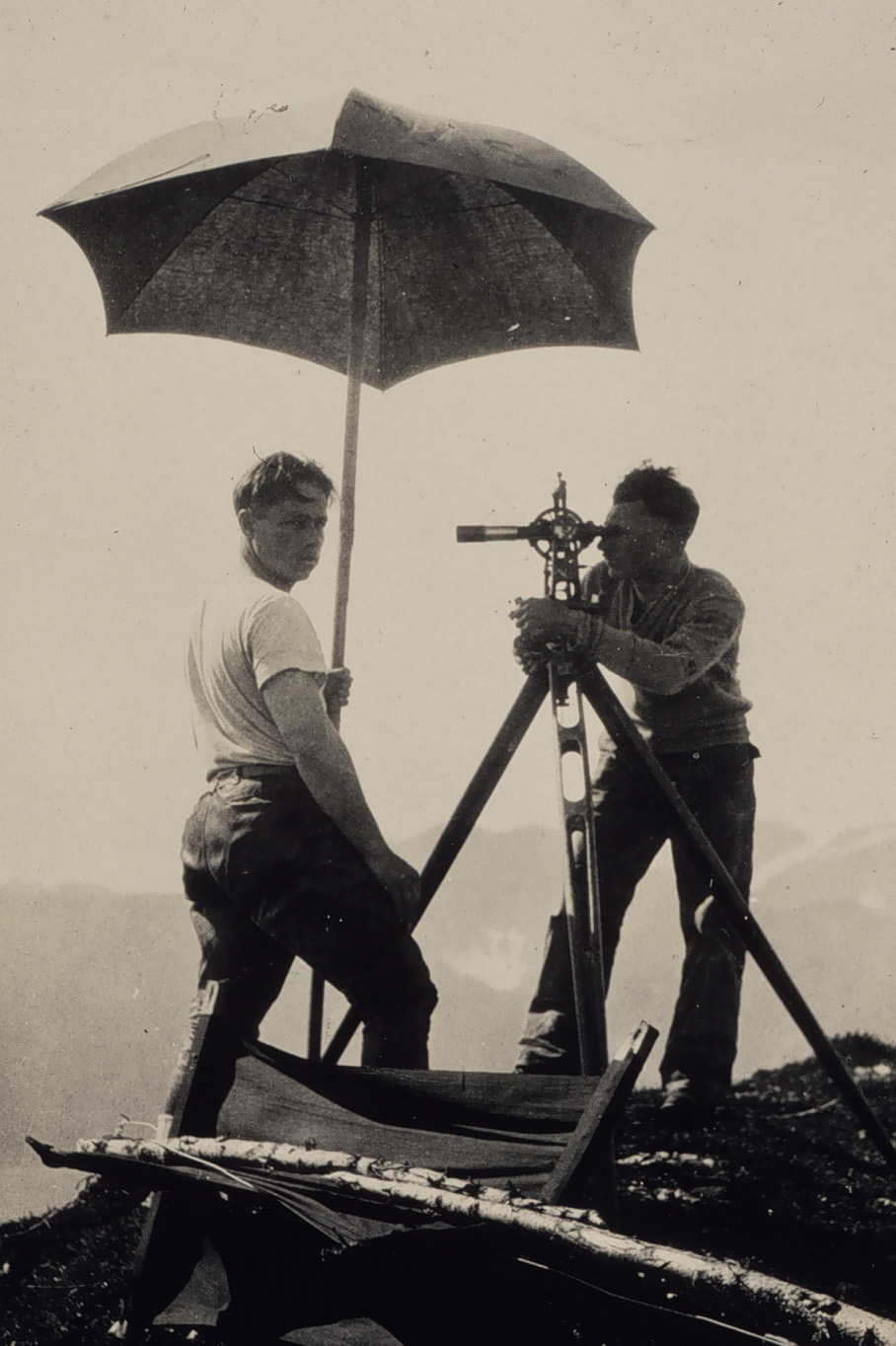
Định vị đảo Kodiak.

Trong lượng giác và hình học, vị trí của một điểm C có thể tìm ra bằng cách đo góc của nó với 2 điểm A, B đã biết trước. Hai điểm A, B sau này cùng nằm trên một đường thẳng. Vị trí của điểm C chính là điểm thứ ba của 1 tam giác với một cạnh biết trước và 2 góc biết trước.

## Nguyên tắc

Định vị bằng tam giác có thể dùng để tìm ra tọa độ và khoảng cách của một chiếc tàu đến bờ biển. Quan sát viên tại A đo góc α giữa bờ biển và tàu, và quan sát viên ở B đo góc β. Dùng l hay tọa độ của A và B, thì định lý sin có thể ứng dụng để tìm ra tọa độ của chiếc tàu ở C và khoảng cách d.

Công thức sau đây chỉ ứng dụng trong hình học phẳng của Euclid. Nó sẽ không chính xác dùng cho những khoảng cách xa vì độ cong của trái đất, nhưng có thể thay thế bằng những tính toán phức tạp của lượng giác trên hình cầu.
{\displaystyle \ell ={\frac {d}{\tan \alpha }}+{\frac {d}{\tan \beta }}}
Do đó
{\displaystyle d=\ell \,/\,({\tfrac {1}{\tan \alpha }}+{\tfrac {1}{\tan \beta }})}
Vì tan α = sin α / cos α và sin(α + β) = sin α cos β + cos α sin β, điều này tương đương với:
{\displaystyle d={\frac {\ell \sin \alpha \sin \beta }{\sin(\alpha +\beta )}}}
Từ đây, có thể tìm ra khoảng cách đến điểm chưa biết từ bất cứ điểm nào của 2 điểm đã biết, kể cả tọa độ và phương hướng đông/tây/nam/bắc.